# 日光表連山
日光表連山（にっこうおもてれんざん）は、栃木県日光市にあり、男体山および女峰山と一塊をなす山塊である。男体山と女峰山を中心に、大真名子山、小真名子山、帝釈山、赤薙山、太郎山から成る。
日光表連山は狭義の日光連山のこと。日光連山は広く日光白根山や根名草山などを含めた日光火山群を総じた意味で使われることもあるが、男体山や女峰山などは日光白根山などとは別に一塊の山容をなすことから日光表連山や表日光連山と呼ばれる。

## 登山
表日光連山の登山口は主に日光山内、滝尾神社、寂光滝、中宮祠、霧降高原、奥日光の志津峠、光徳温泉などである。登山道沿いの避難小屋として唐沢小屋、志津小屋がある。

### 登山道
男体山は中宮祠（中禅寺湖畔）から登るルートが著名で、登頂後反対側の志津峠に下りると太郎山へ向かう林道と大真名子、小真名子、帝釈、女峰、赤薙への縦走路に分岐する。さらに志津峠からは迂回して唐沢小屋に向かうルートもあり、その途中で寂光滝の登山ルートと合流する。志津峠から太郎山に向かう登山道は「新薙」（日光三嶮の一）、花畑を経て太郎山頂に至り、反対側に下山すると奥日光光徳温泉に出る。一方、縦走路の方はまず「千鳥返し」（日光三嶮の一）を経て大真名子山に登頂、これを反対側に下りてタカノ巣を経て小真名子山に至る。小真名子山から帝釈山に向かうと富士見峠を経る。富士見峠では本縦走路と交差して荒沢方面および栗山野門方面の登山道と交差する。帝釈山と女峰山の間は「馬の背渡り」（日光三嶮の一）と呼ばれる痩せ尾根を歩き、女峰山頂で唐沢小屋ルートと合流する。そのまま尾根沿いに歩くと2,318ピーク、2,295ピーク、2,209ピーク、2,203ピークと経て赤薙山に至る。さらにそのまま反対側に下山すると丸山との分岐点を経て霧降高原に至る。

#### 日光三嶮
日光登山路の三つの難所を総じて日光三険と呼ばれる。日光三険とは以下の3箇所を指す。
- 千鳥返し
  - 志津峠と大真名子山の間にある難所。鎖と梯子が据え付けられている。
- 馬の背渡り
  - 女峰山と帝釈山の間にある狭い尾根上の道。
- 新薙
  - 太郎山の山肌のガレ場。